# 'A discoteca
'A discoteca è il sesto album in studio del cantante italiano Nino D'Angelo, prodotto nel 1981 dalIa casa discografica Discoring 2000 di Milano e registrato presso la Zeus Record di Napoli. Gli arrangiamenti sono a cura di Augusto Visco.

## Tracce
1. 'A discoteca – 4:27
2. ’A studentessa – 3:29
3. E sto cu tte – 4:01
4. Ll'amicizia – 2:46
5. Amanti no – 3:20
6. Miraggio – 3:03
7. Me manche tu – 4:45
8. Ave Maria – 4:42
9. Ragazza madre – 4:02
10. Arrivederci – 4:04
11. Fuimmencenne – 3:11

Durata totale: 41:50